# Остров Гагемейстера
Остров Гагемейстера (англ. Hagemeister Island) — расположен на северном берегу Бристольского залива у входа в залив Тоджиак. Принадлежит США, входит в штат Аляска.

## География
Длина острова 26 км, площадь — 300 км², а его самая высокая точка — 184 м. Остров не имеет постоянного населения по переписи 2000 года.
С 1980 года остров является частью Национального морского заповедника Аляски.

## История
Назван в честь русского капитана Леонтия Андриановича Гагемейстера, который командовал тремя путешествиями в Русскую Америку. Территория острова была исследована и описана в 1821 году экспедицией В. С. Хромченко и А. К. Этолина. Название «Остров Гагемейстера» было опубликовано лейтенантом Гавриилом Сарычёвым в 1826 году.